# Tịnh An
Tịnh An là một xã thuộc thành phố Quảng Ngãi, tỉnh Quảng Ngãi, Việt Nam.
Xã Tịnh An có diện tích 8,87 km², dân số năm 1999 là 8.592 người, mật độ dân số đạt 969 người/km².

## Lịch sử
Trước đây xã này trực thuộc huyện Sơn Tịnh, cho đến khi Thủ tướng Chính phủ Việt Nam ký Nghị quyết số 123/NQ-CP có nội dung sáp nhập Tịnh An vào địa phận thành phố Quảng Ngãi.